# Burg Diessenberg
Die Burg Diessenberg  ist eine abgegangene mittelalterliche Felsenburg aus dem 12. Jahrhundert und befindet sich in der ehemaligen Schweizer Gemeinde Aeschlen bei Oberdiessbach, heute Teil der Gemeinde Oberdiessbach, im Kanton Bern.

## Lage und Beschreibung
Die Burg wurde auf einem steilen Felsen in der Falkenfluh erbaut.
Heute sind noch Reste des Halsgrabens und des Burghügels zu erkennen.
Die Anlage muss früher auch gemauerte Gebäude und Mauern besessen haben. Diese sind jedoch heute nicht mehr sichtbar.

## Geschichte
Urkundlich wird die Herrschaft Diessenberg oder Diessenbach 1218 erstmals erwähnt, als Hartmann IV. von Kyburg den Besitz von den Zähringern erbt.
Diese vergaben die Herrschaft als Lehen an den Ritter Senn von Münsingen.
1331 wurde die Burg durch die Berner zerstört und nicht mehr aufgebaut.
Um 1560 bauten die von Diesbach das Alte Schloss und 1668 baute Albrecht von Wattenwyl an der Stelle des Alten Schlosses das Neue Schloss Oberdiessbach.